# Elecciones estatales de Berlín Occidental de 1958
Las elecciones de Berlín Occidental en 1958 se llevaron a cabo el 7 de diciembre y se encontraron, como las elecciones de 1948, en una aguda crisis política. El ultimátum de Jruschov (inicios de la Crisis de Berlín de 1961) se hizo tan sólo diez días antes de la fecha de las elecciones, por lo que la amenaza soviética era muy probable.
El candidato del SPD fue el nuevo alcalde Willy Brandt, que había reemplazado en octubre de 1957 a Otto Suhr. El propio Brandt tenía una inmensa popularidad personal, que se basaba en particular en su postura decidida contra las fuerzas de ocupación soviéticas.
El SPD logró con un aumento del voto en 8,0 puntos porcentuales y una puntuación final del 52,6%, la mayoría absoluta de los votos emitidos. Sus socios de la coalición, la CDU, con su candidato Franz Amrehn también lograron un marcado aumento de sus votos en la cantidad de 7,3 puntos porcentuales y una puntuación del 37.7% de los votos.
El FDP obtuvo el 3,8% y perdió su representación. La CDU y el SPD fueron los únicos partidos representados en el Abgeordnetenhaus de Berlín. Ambos partidos continuaron con su coalición (a pesar de la mayoría absoluta del SPD), por lo que no tuvieron ningún tipo de oposición en el parlamento.

La participación tuvo un récord del 92,9%.

## Resultados
Los resultados fueron:
| Elecciones de 1958 | Elecciones de 1958 | Elecciones de 1958 | Elecciones de 1958 | Elecciones de 1958 |
| ------------------ | ------------------ | ------------------ | ------------------ | ------------------ |
| Hab. inscritos     | Hab. inscritos     | 1.757.842          |                    |                    |
| Participación      | Participación      | 1.632.540          | 92,9 %             |                    |
|                    | SPD                | 850.127            | 52,6 %             | 78 escaños         |
|                    | CDU                | 609.097            | 37,7 %             | 55 escaños         |
|                    | FDP                | 61.119             | 3,8 %              | —                  |
|                    | DP                 | 53.912             | 3,3 %              | —                  |
|                    | SED*               | 31.572             | 1,9 %              | —                  |
|                    | FDV                | 10.681             | 0,7 %              | —                  |
| Total              | Total              |                    | 100,0 %            | 133 escaños        |

*Sus secciones en Berlín Occidental.